# Цементација
Цементација, наугљеничење или површинско каљење јесте термохемијски процес који припада термичкој обради метала, а подразумева дифузију тј. уношење легирајућег елемента угљеника у површински слој метала ради побољшања његове тврдоће и отпорности на хабање истовремено омогућујући материјалу испод тог површинског слоја да задржи своју мекоћу и жилавост. Тада се на површини формира танак тврди слој датог метала обогаћеног угљеником. Примењиво је само на гвожђе и челик са ниским садржајем угљеника (најчешће од приближно 0.05 до 0.60 процената). Површинско каљење је пожељно за металне делове који су највише изложени међусобном трењу са другим тврдим или абразивним материјалима док је такође потребно задржати одређену дозу жилавости како би се спречило напрезање, лом или пуцање материјала при његовом наглом удару о други материјал. Поступак цементације је следећи: најпре се жељени део метала загреје до критичне температуре челика (око 800 °C) а потом се спушта у средину у којој је присутна велика количина угљеника. Затим следи поновно загревање и гашење.